# 宮城県道233号馬籠東和線
宮城県道233号馬籠東和線（みやぎけんどう233ごう まごめとうわせん）は、宮城県気仙沼市本吉町と宮城県登米市を結ぶ宮城県の一般県道である。

## 概要
- 実延長：14,043.5 m
- 起点：宮城県気仙沼市本吉町馬籠町頭（国道346号との交点）
- 終点：宮城県登米市東和町米川字飯土井（国道346号との交点）

## 通過する自治体
- 宮城県
  - 気仙沼市 - 登米市

## 接続する道路
- 国道346号（気仙沼市本吉町馬籠町）
- 国道346号（登米市東和町）